# Національний парк Амамі Ґунто
Національний парк Амамі Ґунто (яп. 奄美群島国立公園, Амамі Ґунто Кокуріцу Коен) — національний парк в префектурі Каґосіма, Японія. Створений в 2017 році, він займає площу 421,81 км2 на суші і 330,82 км2 у водній акваторії. Парк вклбчає територію у межах наступних островів: Токуносіма, Кікай, Амамі, Йорон, Окіноерабудзіма, Укедзіма, Какеромадзіма і Йоросіма.

## Історія

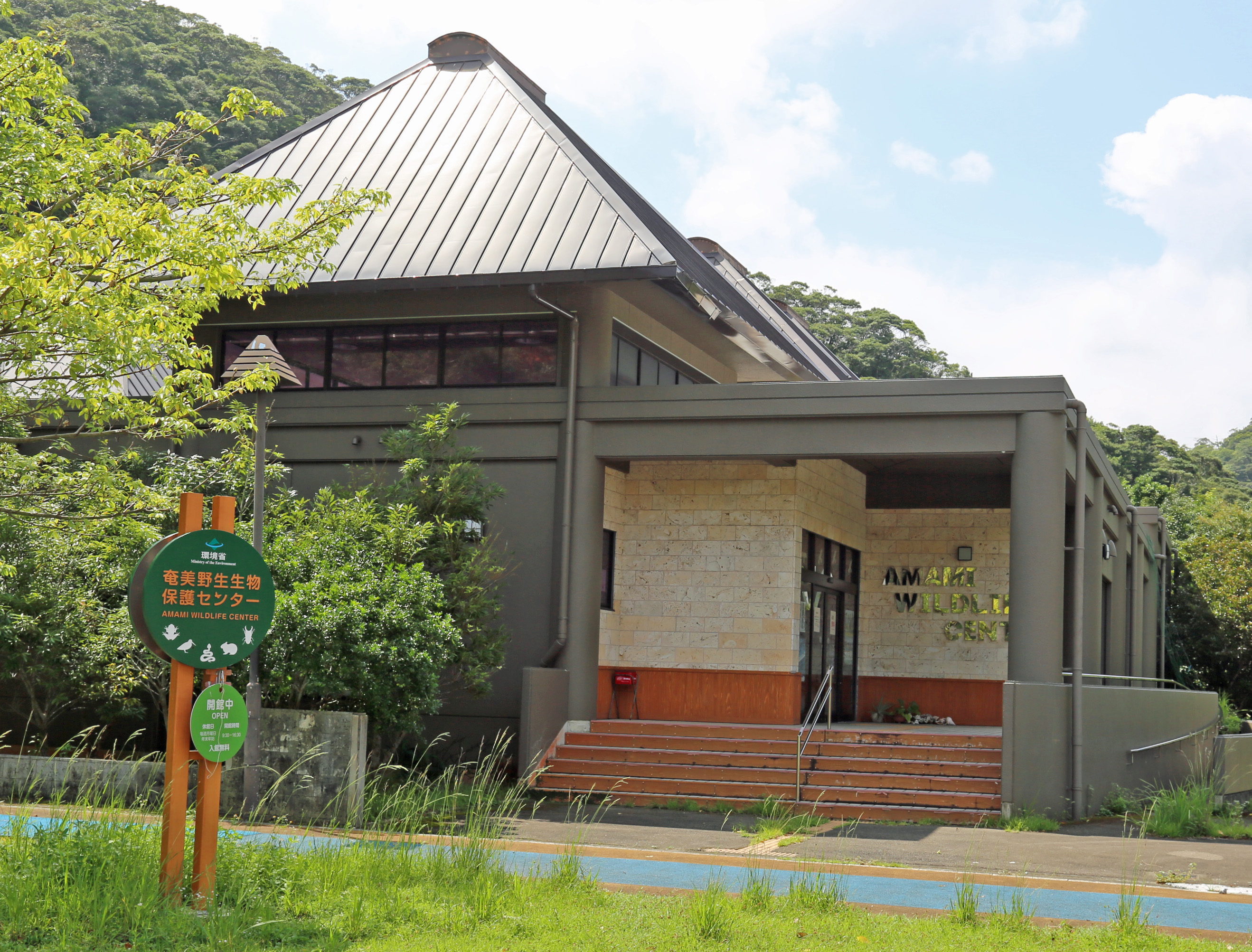
Центр дикої природи Амамі.

15 лютого 1974 року на Амамі Осімі був заснований квазінаціональний парк Амамі Ґунто. 7 березня 2017 року був заснований Національний парк Амамі Ґунто, який охоплював колишній квазі-національний парк Амамі Ґунто. Національний парк Амамі Ґунто включає частини муніципалітетів в Амаґі, Амамі, Тіна, Ісен, Кікай, Сетоуті, Тацуґо, Токуносіма, Укен, Вадомарі, Ямато і Йорон.
Призначення нового національного парку, поряд з національним парком Янбару, є частиною руху за включення острова Амамі-Осіма та Токуносіма, північної частини острова Окінава та острова Іріомоте до списку всесвітньої спадщини ЮНЕСКО.
Центром дикої природи Амамі керує Міністерство довкілля Японії і його зусилля спрямовані на захист та збереження природної екосистеми островів Амамі.

## Географія

Карта районів Національного парку Амамі Ґунто. За годинниковою стрілкою від верхнього лівого кута, Токуносіма, Кікай, Амамі, Йорон, Окіноерабудзіма. Зеленим вказані площі парку на суші, синім — водні акваторії.

Загальна призначена площа — 752,63 км2. Цей парк є кандидатом у список всесвітньої спадщини ЮНЕСКО. Національний парк складається з областей з наступних островів — Токуносіма, Кікай, Амамі, Йорон, Окіноерабудзіма, Укедзіма, Какеромадзіма і Йоросіма.

## Флора і фауна
У цьому національному парку є коралові рифи, мангрові ліси та вати. Тут розвинулася унікальна екосистема з такими ендемічними видами, як кролик Амамі (Pentalagus furnessi), мишTokudaia osimensis, птахи (сойка Garrulus lidthi, совка Otus elegans, і Larvivora komadori). Є також змії, такі як хабу (Protobothrops flavoviridis), та плазуни, такі як: жаба з Ісікави (Odorrana ishikawae), тритон Андерсона (Echinotriton andersoni).

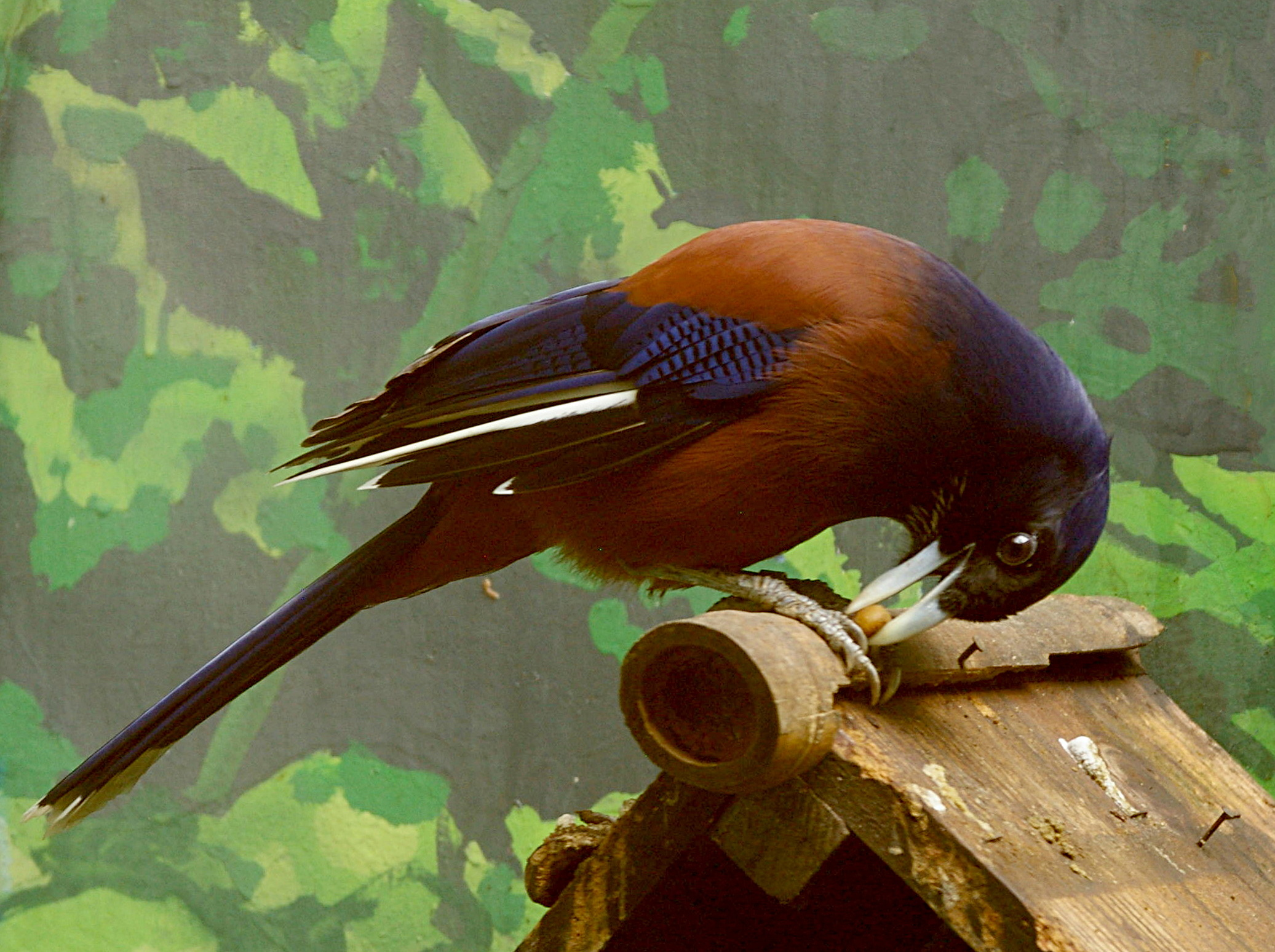
Сойка Garrulus lidthi.
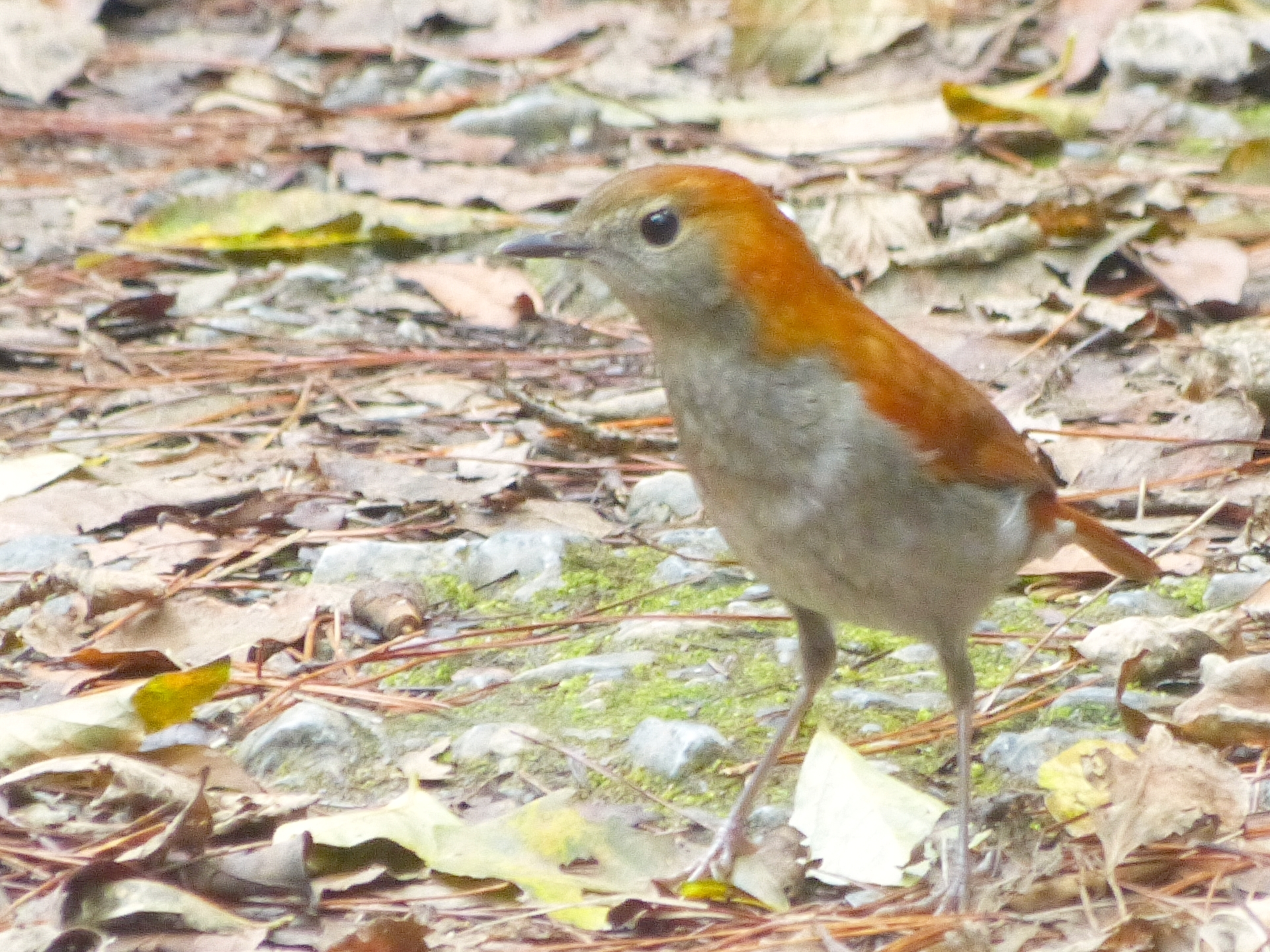
Larvivora komadori.
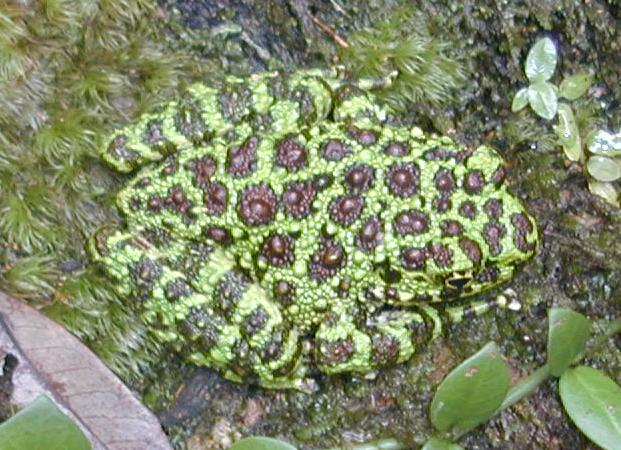
Жаба Odorrana ishikawae.
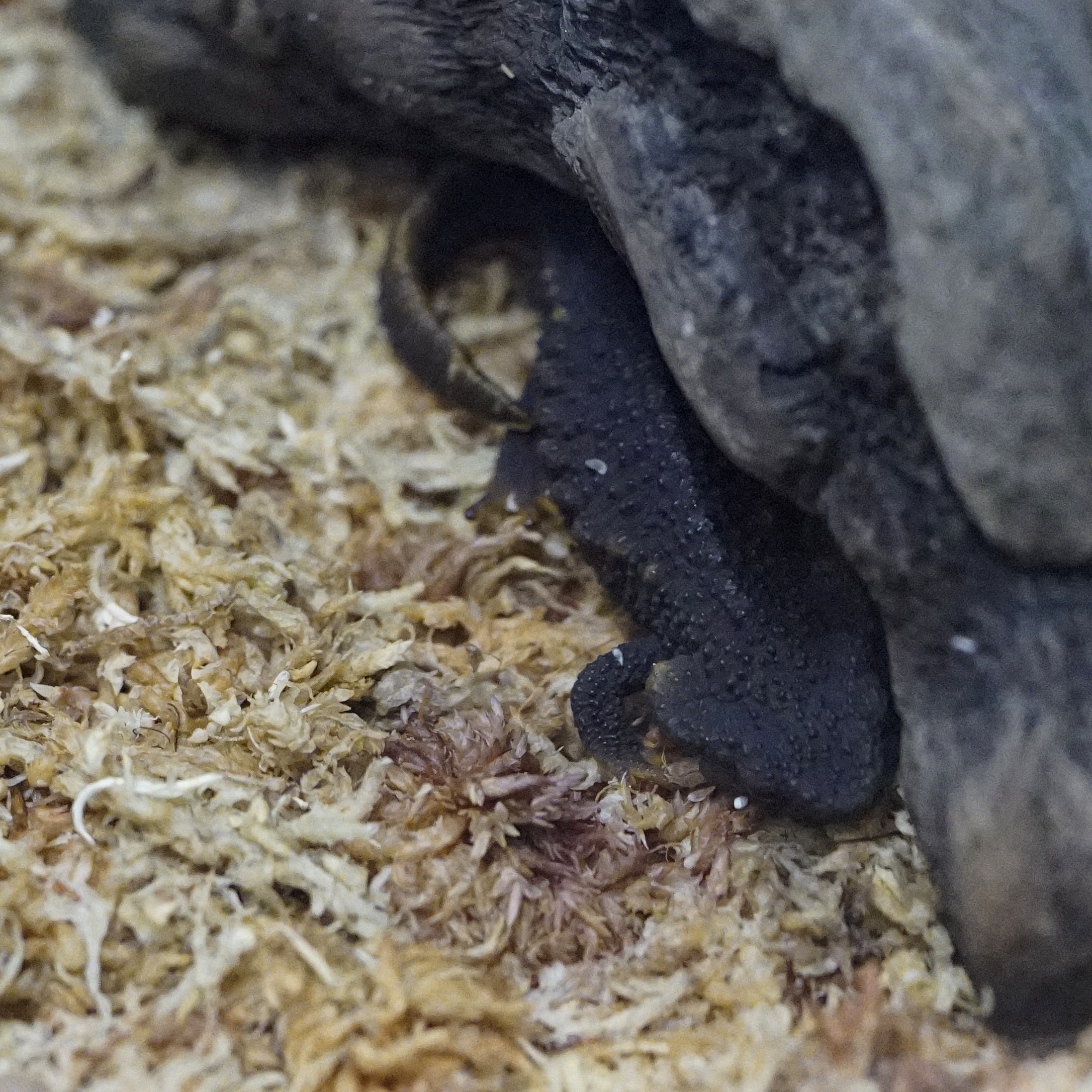
Тритон Echinotriton andersoni.

### Амамі Осіма, Какеромадзіма
Територія Ювандаке вкрита субтропічними твердими лісами, з деревами такими як Castanopsis sieboldii та Neolitsea aciculata. У гирлі річки Кацусі є коралові рифи, мангрові ліси та підводні пейзажі.

### Кікаідзіма
На островах поширені помітні прибережні тераси. Парк Хіакунодай — це плато, на якому розвинулися коралові рифи.

### Токуносіма
Це вапняковий острів із карстовою топографією. Тут є природна морська печера, створена ерозією. Гора Інокава відома як місце з ендемічними рослинами, включаючи папороть.

### Окіноерабудзіма
Має великі печери, такі як печера Шорю та водний тунель. Морські скелі роміщені в районі Мінамата та Куніґамідзакі.

### Йорондзіма
Все узбережжя є частиною національного парку, за винятком району навколо аеропорту Йорон. Коралові рифи оточують острів.

## Галерея

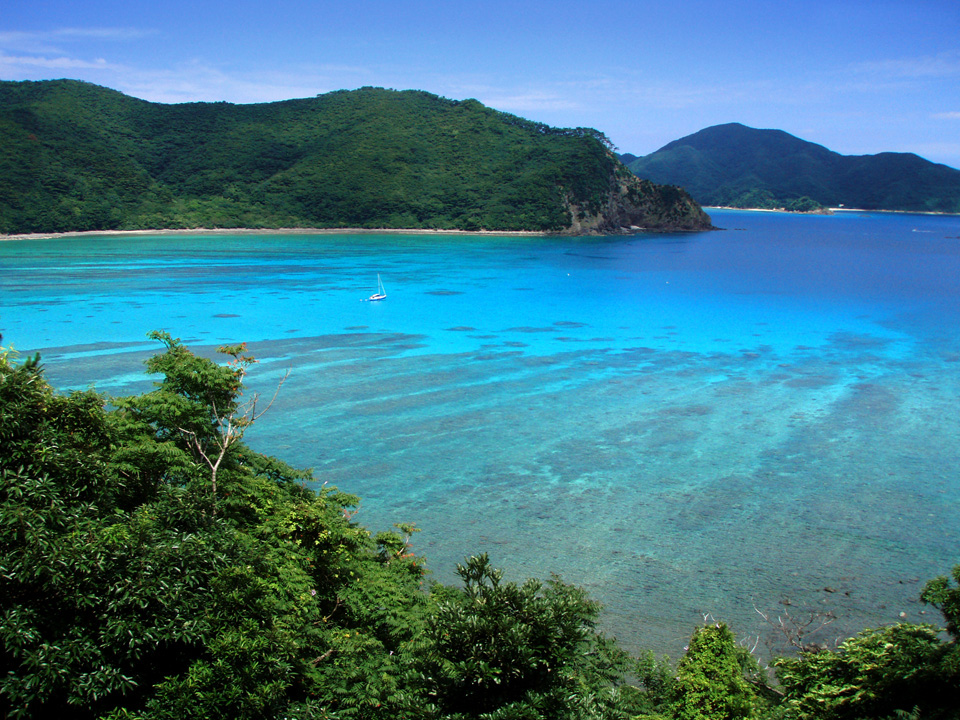
Вид на затоку Катецу із сусідньої оглядової точки Манендзакі на Амамі Осімі.
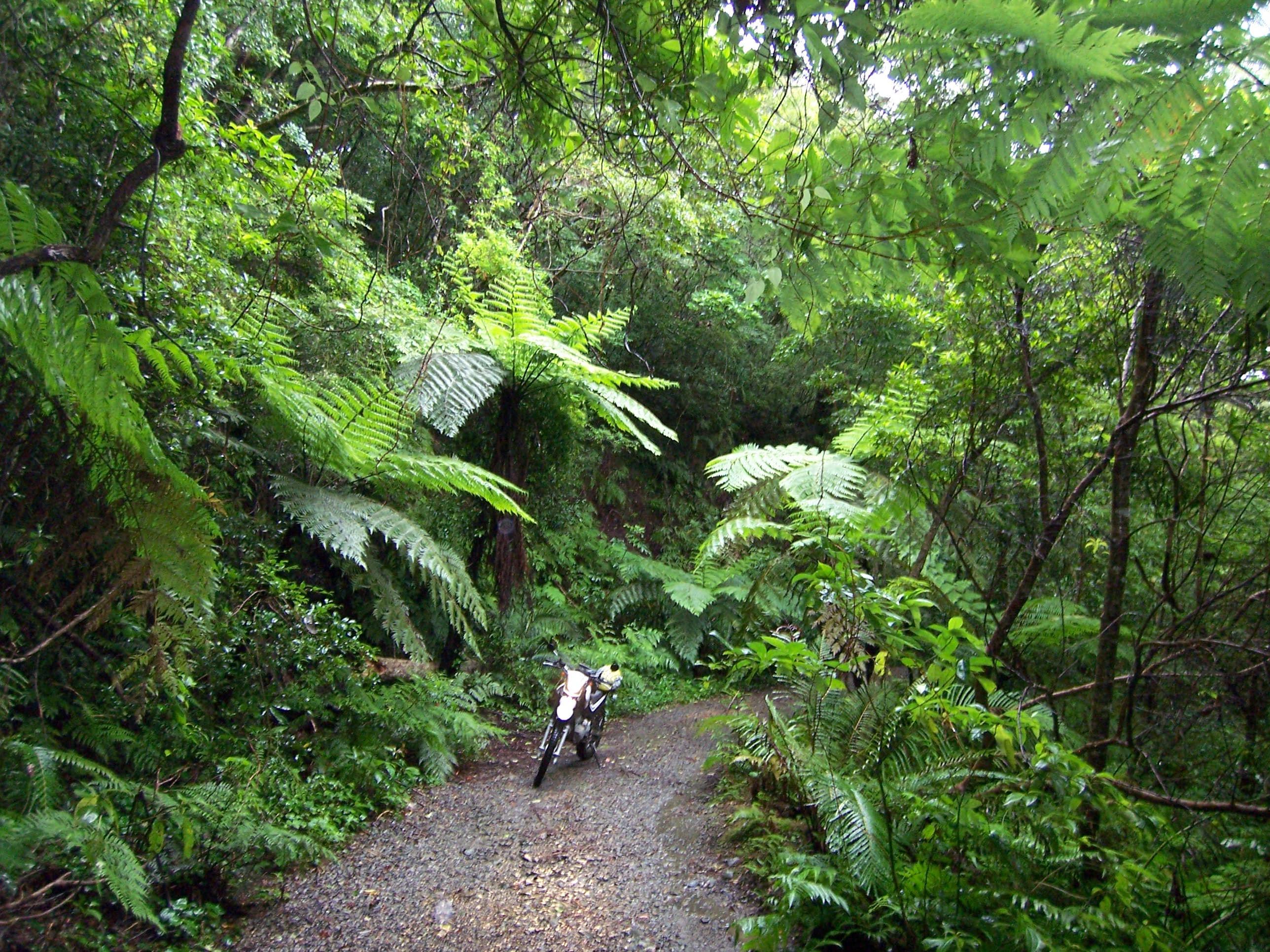
Ліс Кінсакубару на Амамі Осімі.
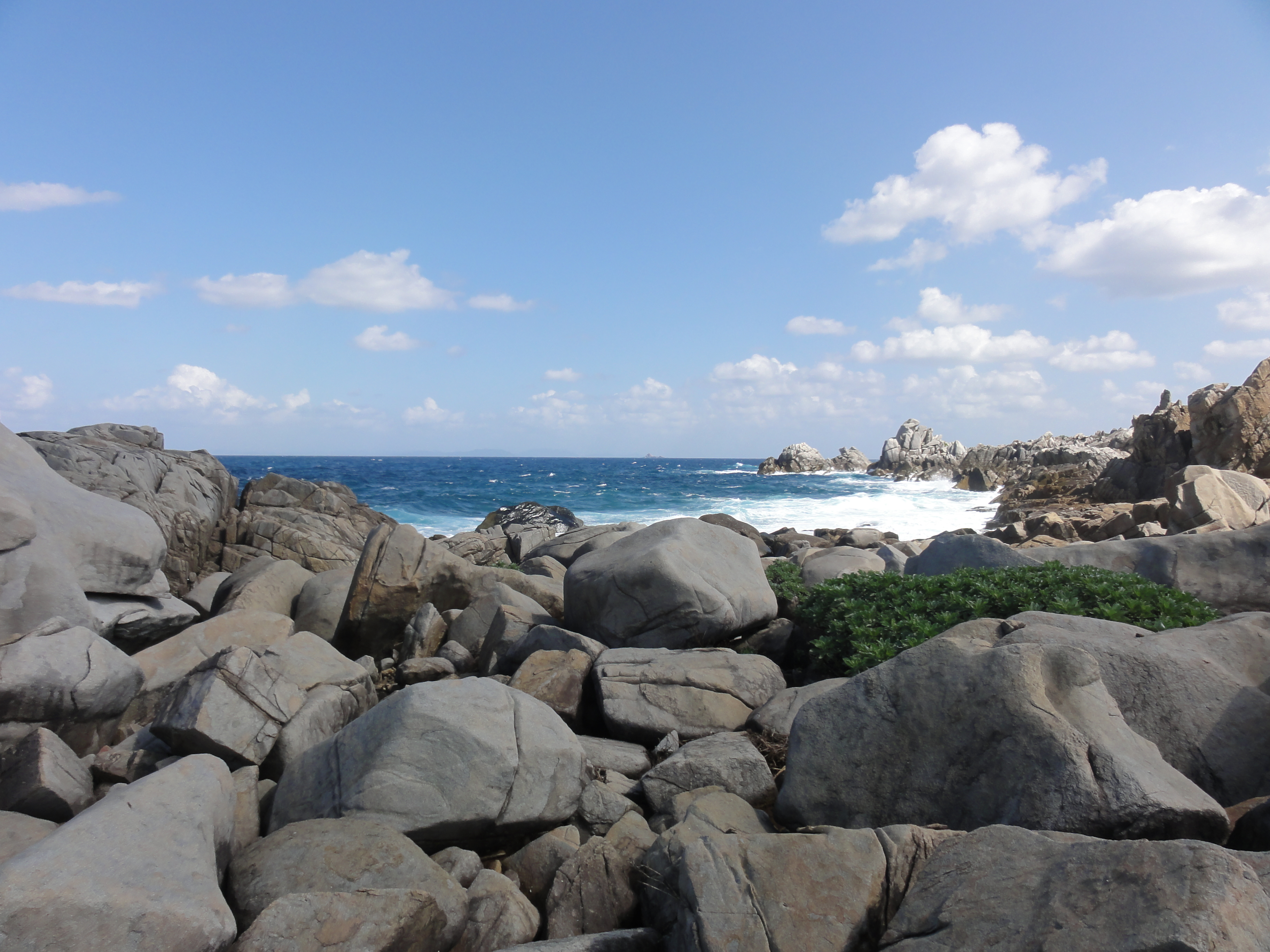
Вид з Токуносіми.
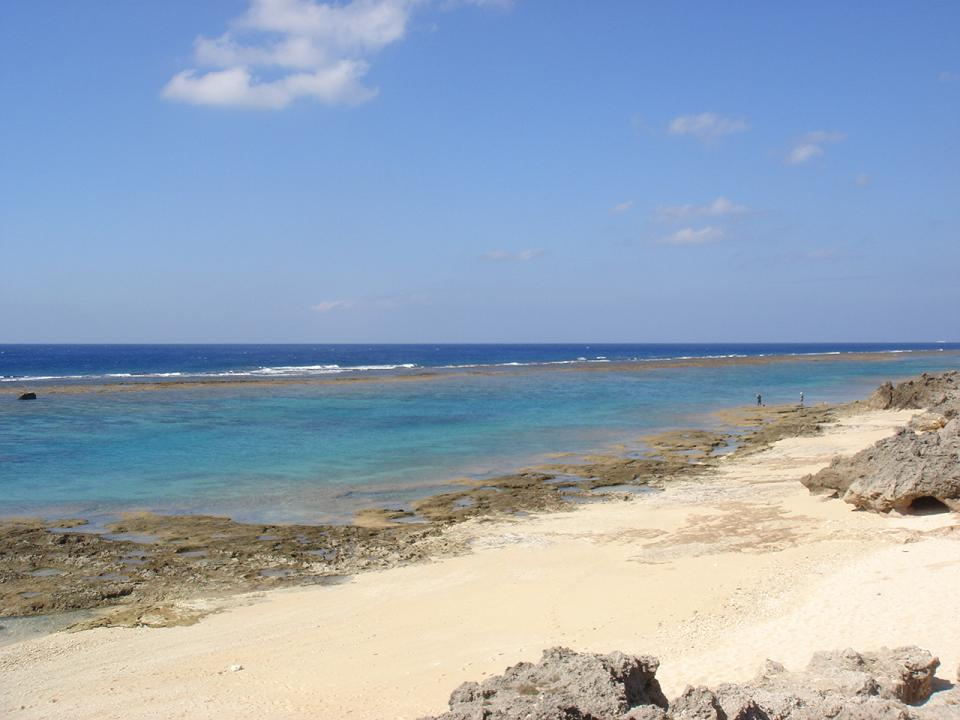
Пляж на Окіноерабудзімі.
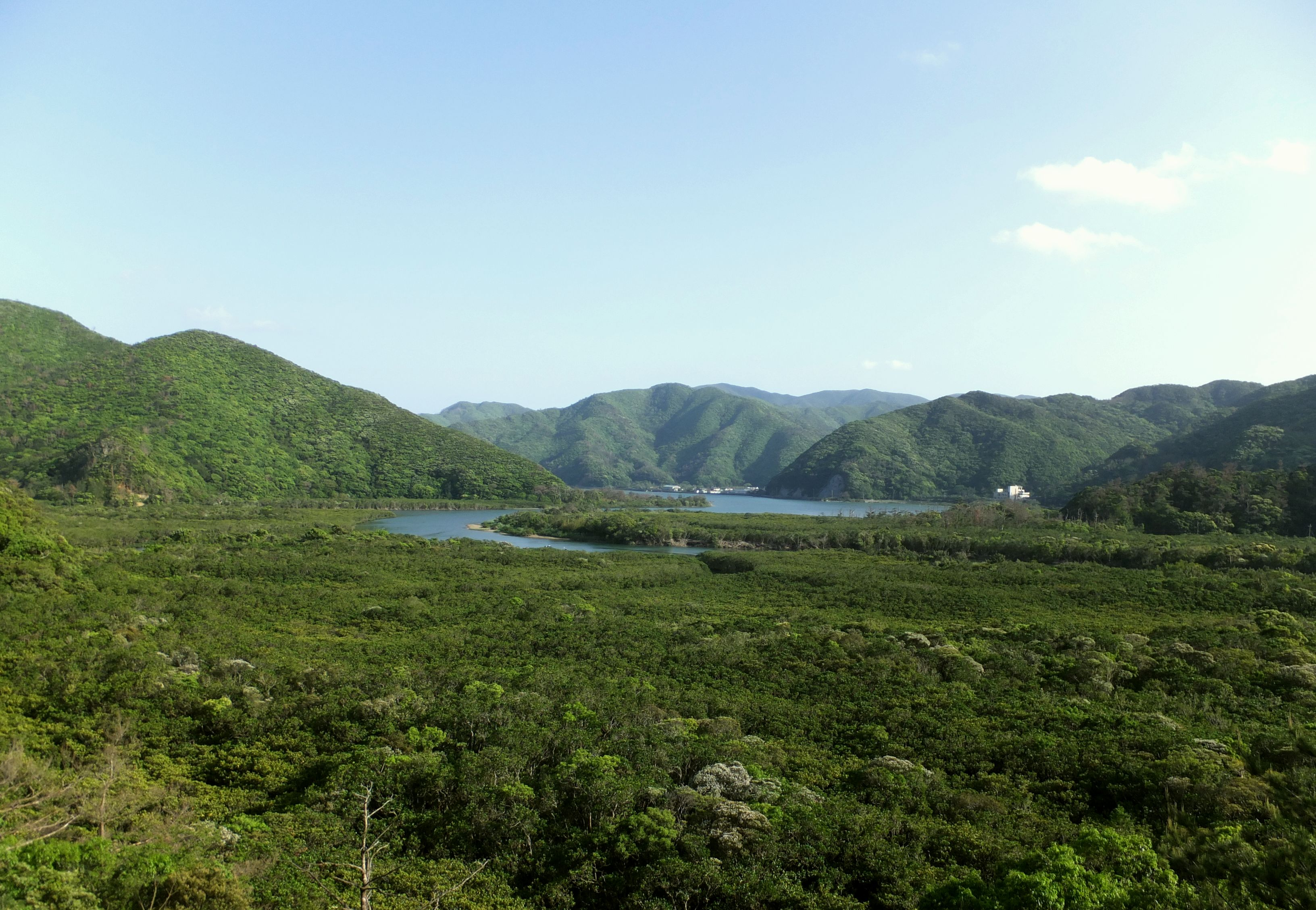
Мангровий ліс на Омамі Осімі.